# High Laver
High Laver är en by och en civil parish i Epping Forest i Essex i England. Orten har 401 invånare (2001).